# Monumento a Bartolomé Mitre
El Monumento a Bartolomé Mitre es una escultura realizada en su honor, ubicada en el barrio de Recoleta en Buenos Aires, Argentina.
Bartolomé Mitre (Buenos Aires, 26 de junio de 1821 - 19 de enero de 1906) fue un político, militar, historiador, hombre de letras, estadista y periodista argentino; gobernador de la Provincia de Buenos Aires y Presidente de la Nación Argentina entre 1862 y 1868.
El monumento, obra de los escultores italianos David Calandra y Edoardo Rubino, se encuentra emplazado en la Plaza Mitre, entre las calles Agüero y Dr. L. Agote y la Avenida del Libertador. La figura de bronce de Mitre se encuentra sobre un basamento de granito rojo pulido y rodeado de alegorías de mármol de Carrara. El monumento fue inaugurado el 8 de julio de 1927, con un discurso del Ministro de Guerra, general Agustín P. Justo.